# 恒裕
恒裕，伊爾根覺羅氏，正藍旗滿洲人。清朝將領。

## 生平
道光元年（1821年），由二品廕生授侍衛處藍翎侍衛。六年（1826年），升任三等侍衛。十年（1830年），捐納外任四川提標右營游擊。十六年（1836年），升調四川普安營參將。十七年（1837年），調任四川提標中營參將。二十年（1840年），升任四川懋功協副將。二十二年（1842年），升浙江黃巖鎮總兵，隨後改授四川建昌鎮總兵。期間署理重慶鎮總兵。二十七年（1847年），調任福建汀州鎮總兵。
咸豐元年（1851年），以福建汀州鎮總兵署理臺灣鎮總兵，隨後實授。四年（1854年），離任。
| 前任： 葉紹春 | 台灣鎮總兵 1851年上任 | 繼任： 呂大陞 |